# 王先进 (1930年)
王先进（1930年12月—2017年12月14日），山东海阳人，中华人民共和国政治人物。

## 生平
1947年加入中国共产党。曾任八路军胶东军区教导团文书。中华人民共和国成立后，历任杭州市公安局科长，中共中央办公厅警卫局科长，吉林省人民检察院副处长，中共集安县委副书记，哲里木盟外贸局局长，中共哲里木盟委副书记。1977年12月，调任吉林省农业机械局局长。1980年5月至1983年2月，担任中共通化地委第一书记。1983年，进入中共吉林省委；1983年5月至1986年6月，担任中共吉林省委常委、组织部部长、省委副书记。1986年，担任首届国家土地管理局局长。2017年12月14日，因病在北京逝世，享年87岁。